# Kingdom Hearts HD 2.8 Final Chapter Prologue
Kingdom Hearts HD 2.8 Final Chapter Prologue (キングダム ハーツ HD 2.8 ファイナル チャプター プロローグ, Kingudamu Hātsu HD 2.8 Fainaru Chaputā Purorōgu) é uma coleção de jogos da série Kingdom Hearts. Ele inclui uma remasterização em alta definição do jogo Kingdom Hearts 3D: Dream Drop Distance, uma cinemática detalhando eventos não mostrados no jogo Kingdom Hearts χ e um jogo original intitulado Kingdom Hearts 0.2: Birth by Sleep – A fragmentary passage. Ele foi lançado para o PlayStation 4 em 12 de janeiro de 2017 no Japão e em 24 de janeiro no resto do mundo, tendo sido anunciada em 2019 uma versão para Xbox One lançada em 18 de fevereiro de 2020.